# HD 58535
HD 58535，又名CD-31 4482，SAO 197964、HR 2834，是一颗恒星，视星等为5.35，位于銀經244.92，銀緯-7.52，其B1900.0坐标为赤經7h 20m 53.9s，赤緯-31° -7.52′ 44″。